# Tong Tana - Det tabte paradis
|  | Denne artikel er oprettet af botten PalnaBot ud fra en ekstern database. Den kan derfor have sproglige fejl eller mangler. Denne skabelon kan fjernes efter kontrol af indholdet. |

Tong Tana - Det tabte paradis er en film instrueret af Jan Röed, Erik Pauser, Björn Cederberg.

## Handling
I 1988 tog et filmhold ind i Borneos regnskove for at skildre Penan-nomadefolkets truede levevis og følge schweizeren Bruno Manser, der havde slået sig ned iblandt Penanerne. Skovhugstfirmaer var ved at udrydde regnskovene, der anses for at være verdens ældste. Det blev til filmen »Tong Tana«. »Tong Tana - det tabte paradis« er en opfølgning på denne historie. Hvad blev der af Bruno Mansers arbejde med at hjælpe nomadefolket og regnskoven fra udryddelse? Lange strækninger gennem nedbrændte og hærgede landområder må tilbagelægges, før filmholdet kan nå ind til resterne af den regnskov, de huskede fra dengang. Lastbil efter lastbil fragter træ af sted til industrien. Nye spørgsmål melder sig, nu da kampen for at redde regnskoven ser ud til at være håbløs.